# HD 176095
HD 176095，又名BD+06 3989，SAO 124112、HR 7163，是一颗恒星，视星等为6.21，位于銀經39.28，銀緯1.3，其B1900.0坐标为赤經18h 53m 30.4s，赤緯+6° 1.3′ 30″。